# Ophisternon bengalense
Ophisternon bengalense är en fiskart som beskrevs av Mcclelland, 1844. Ophisternon bengalense ingår i släktet Ophisternon och familjen Synbranchidae. IUCN kategoriserar arten globalt som livskraftig. Inga underarter finns listade i Catalogue of Life.